# Chinesische Militärbasis in Dschibuti
Die chinesische Militärbasis in Dschibuti wird von der chinesischen Marine betrieben. Die Militärbasis im Staat Dschibuti an der Meerenge Bab al-Mandab dient in erster Linie zur Unterstützung der chinesischen Antipiraterie-Aktivitäten in Ostafrika (siehe Piraterie vor der Küste Somalias). Auch UN-Missionen sollen von dort aus Hilfe erhalten. Weitere Motive könnten laut Experten sein, dass China seinen Bürgern in den nahegelegenen Krisenherden besser helfen könnte. Erster Kommandeur der Basis ist Konteradmiral Liang Yang.